# Fred Wacker
Frederick Glade „Fred“ Wacker junior (* 10. Juli 1918 in Chicago; † 16. Juli 1998 in Lake Bluff) war ein US-amerikanischer Automobilrennfahrer.

## Karriere
Fred Wacker war ein regelmäßiger Starter in der US-amerikanischen SCCA-Serie, als er 1951 mit Briggs Cunningham nach Le Mans kam. Gemeinsam mit George Rand pilotierte er einen Cunningham C2-R. Die beiden fielen aber schon nach 98 Runden nach einem Unfall aus.
1952 war Wacker Auslöser eines fatalen Unfalls in Watkins Glen. Auf dem alten Straßenkurs kam er in der zweiten Runde durch eine Unachtsamkeit von der Strecke ab und raste in die Zuschauermenge. Ein Kind wurde dabei getötet und die Straßenrennen auf der alten Strecke von Watkins Glen fanden damit ihr Ende.
1953 wurde Wacker Werkspilot bei Gordini und gab beim Großen Preis von Belgien in Spa-Francorchamps sein Debüt in der Fahrerweltmeisterschaft. Seinen ersten Formel-1-Grand-Prix fuhr der Amerikaner 1954 in der Schweiz (1953 wurden die Rennen zur Weltmeisterschaft mit Formel-2-Fahrzeugen ausgetragen). Dreimal war er bei Weltmeisterschaftsläufen am Start, konnte jedoch keine Punkte erzielen.
Nach den beiden Jahren in Europa ging Wacker zurück in die USA und fuhr dort Autorennen bis Mitte der 1960er-Jahre.

## Statistik

### Statistik in der Automobil-Weltmeisterschaft

#### Gesamtübersicht
| Saison | Team           | Chassis     | Motor          | Rennen | Siege | Zweiter | Dritter | Poles | schn. Rennrunden | Punkte | WM-Pos. |
| ------ | -------------- | ----------- | -------------- | ------ | ----- | ------- | ------- | ----- | ---------------- | ------ | ------- |
| 1953   | Equipe Gordini | Gordini T16 | Gordini 2.0 L6 | 1      | −     | −       | −       | −     | −                | −      | NC      |
| 1954   | Equipe Gordini | Gordini T16 | Gordini 2.5 L6 | 2      | −     | −       | −       | −     | −                | −      | NC      |
| Gesamt | Gesamt         | Gesamt      | Gesamt         | 3      | −     | −       | −       | −     | −                | −      |         |

#### Einzelergebnisse
| Saison | 1 | 2   | 3 | 4 | 5 | 6   | 7   | 8   | 9 |
| ------ | - | --- | - | - | - | --- | --- | --- | - |
| 1953   |   |     |   |   |   |     |     |     |   |
|        |   | DNS | 9 |   |   |     | DNS |     |   |
| 1954   |   |     |   |   |   |     |     |     |   |
|        |   |     |   |   |   | DNF | 6   | DNA |   |

| Legende  | Legende            | Legende                                                          |
| Farbe    | Abkürzung          | Bedeutung                                                        |
| -------- | ------------------ | ---------------------------------------------------------------- |
| Gold     | –                  | Sieg                                                             |
| Silber   | –                  | 2. Platz                                                         |
| Bronze   | –                  | 3. Platz                                                         |
| Grün     | –                  | Platzierung in den Punkten                                       |
| Blau     | –                  | Klassifiziert außerhalb der Punkteränge                          |
| Violett  | DNF                | Rennen nicht beendet (did not finish)                            |
| Violett  | NC                 | nicht klassifiziert (not classified)                             |
| Rot      | DNQ                | nicht qualifiziert (did not qualify)                             |
| Rot      | DNPQ               | in Vorqualifikation gescheitert (did not pre-qualify)            |
| Schwarz  | DSQ                | disqualifiziert (disqualified)                                   |
| Weiß     | DNS                | nicht am Start (did not start)                                   |
| Weiß     | WD                 | zurückgezogen (withdrawn)                                        |
| Hellblau | PO                 | nur am Training teilgenommen (practiced only)                    |
| Hellblau | TD                 | Freitags-Testfahrer (test driver)                                |
| ohne     | DNP                | nicht am Training teilgenommen (did not practice)                |
| ohne     | INJ                | verletzt oder krank (injured)                                    |
| ohne     | EX                 | ausgeschlossen (excluded)                                        |
| ohne     | DNA                | nicht erschienen (did not arrive)                                |
| ohne     | C                  | Rennen abgesagt (cancelled)                                      |
| ohne     | keine WM-Teilnahme |                                                                  |
| sonstige | P/fett             | Pole-Position                                                    |
| sonstige | 1/2/3/4/5/6/7/8    | Punktplatzierung im Sprint-/Qualifikationsrennen                 |
| sonstige | SR/kursiv          | Schnellste Rennrunde                                             |
| sonstige | *                  | nicht im Ziel, aufgrund der zurückgelegten Distanz aber gewertet |
| sonstige | ()                 | Streichresultate                                                 |
| sonstige | unterstrichen      | Führender in der Gesamtwertung                                   |

### Le-Mans-Ergebnisse
| Jahr | Team              | Fahrzeug        | Teamkollege | Platzierung | Ausfallgrund     |
| ---- | ----------------- | --------------- | ----------- | ----------- | ---------------- |
| 1951 | Briggs Cunningham | Cunningham C2-R | George Rand | Ausfall     | Unfall           |
| 1953 | Rees T. Makins    | Osca MT4 1300   | Phil Hill   | Ausfall     | Kraftübertragung |

### Einzelergebnisse in der Sportwagen-Weltmeisterschaft
| Saison | Team           | Rennwagen | 1   | 2   | 3   | 4   | 5   | 6   | 7   |
| ------ | -------------- | --------- | --- | --- | --- | --- | --- | --- | --- |
| 1953   | Rees T. Makins | Osca MT4  | SEB | MIM | LEM | SPA | NÜR | RTT | CAP |
| 1953   | Rees T. Makins | Osca MT4  | DNF |     |     |     |     |     |     |